# Yamina Méchakra
Yamina Méchakra   (Meskiana, 1949 - Alger, 19 de maig de 2013) va ser una escriptora i psiquiatra algeriana.

## Biografia
Als nou anys, va començar a escriure i a prendre notes en un «llibre de registre» que va créixer amb el temps. Alguns esdeveniments van marcar profundament la seva infantesa: el pare va ser torturat pels francesos durant la Guerra d'Independència d'Algèria davant seu i fou exposat al carrer, unit al canó d'un tanc. Poc més se sap de la seva vida, encara que Kateb Yacine va escriure en el prefaci del seu llibre que va tenir una «vida cruel i problemàtica».

### Carrera
Méchakra va començar a escriure la primera novel·la el 1973, mentre estudiava psiquiatria a la Universitat d'Alger. La seva tesi universitària en literatura va ser dedicada a Apuleu de Madaura. A Alger, va conèixer Kateb Yacine abans que marxés a Roma i París. Yamina Méchakra va seguir l'estil de Yachine, que per escriure li havia donat consells i una bona orientació. Va necessitar reescriure tres vegades el primer llibre La Grotte éclatée, volum que es va publicar en 1979. Yamina Mechakra va argumentar que les dones eren la font de l'Estat i la fundació d'un Estat independent. Referint-se a la reina amaziga coneguda com la Kàhina, Kateb Yacine va titular el seu prefaci de la novel·la com Els nens de la Kàhina.
Mentre continuava escrivint durant els anys següents, no va publicar i va explicar a un periodista que havia perdut els seus manuscrits. El 1997, quan va tractar un nen com a psiquiatra, es va inspirar per escriure de la seva segona novel·la, Arris, que es va publicar el 1999. Yamina Mechakra va ser també una autora compromesa que va donar suport a la importància d'una revolució cultural a Algèria en el procés de descolonització.

### Mort
Yamina Méchakra va morir a Alger el 19 de maig de 2013, a l'edat de 64 anys, després d'una llarga malaltia. El 20 de maig de 2013, es va erigir un monument al Palau de la Cultura en honor seu i va ser enterrada el mateix dia al cementiri de Sidi Yahia.